# Onan
Onan er en bibelsk figur fra Første Mosebog.
Da Onans ældre bror Er dør, beordrer deres far Juda ham til at gøre Ers enke Tamar gravid. Det ønsker Onan ikke at gøre, hvorfor han afbryder samlejet og lader "sin sæd gå til spilde på jorden".
Onan har givet navn til onani, selvom beretningen om Onan i Første Mosebog ikke handler om onani, men om afbrudt samleje og om Onans manglende videreførelse af slægten.